# جيف نورمان
جيف نورمان (بالإنجليزية: Jeff Norman) هو عداء مراثوني بريطاني، ولد في 6 فبراير 1945.

## وصلات خارجية
- جيف نورمان على موقع ThePowerOf10.info (الإنجليزية)
- جيف نورمان على موقع رابطة إحصائيات سباق الطريق (الإنجليزية)
- جيف نورمان على موقع الرابطة الدولية لركض المسار (الإنجليزية)
- جيف نورمان على موقع أوليمبيديا (الإنجليزية)
- جيف نورمان على موقع اللجنة الأولمبية البريطانية (الإنجليزية)
- جيف نورمان على موقع اتحاد ألعاب الكومنولث (مؤرشف) (الإنجليزية)